# Apendicite
Apendicite é a inflamação do apêndice. Os sintomas geralmente incluem dor na parte inferior direita do abdómen, náuseas, vómitos e falta de apetite. No entanto, cerca de 40% das pessoas não apresentam estes sinais e sintomas típicos. Entre as possíveis complicações graves de uma rutura do apêndice estão a inflamação grave e dolorosa do revestimento interior do abdómen e sepse.
A apendicite é causada pelo bloqueio da cavidade do apêndice, geralmente por um aglomerado de fezes calcificadas. Este bloqueio pode também ser causado por uma inflamação do tecido linfoide por uma infeção viral, parasitas, cálculo biliar ou tumores. O bloqueio provoca o aumento da pressão no apêndice, diminui o fornecimento de sangue aos tecidos do órgão e potencia o crescimento de bactérias que causam a inflamação. A combinação da inflamação, da diminuição do fornecimento de sangue e da distensão causam lesões e morte dos tecidos. Se este processo não for tratado, o apêndice pode romper, libertando as bactérias na cavidade abdominal, o que provoca dores abdominais intensas e eventuais complicações graves.
O diagnóstico de apendicite tem por base os sinais e sintomas da pessoa. Nos casos em que não é possível realizar o diagnóstico com base no historial clínico e no exame físico, podem ser pedidas e exames de laboratório. Os dois exames imagiológicos mais comuns são a ecografia e a tomografia computorizada (TAC). A TAC tem demonstrado maior precisão na deteção de apendicite aguda. No entanto, a ecografia é o método de primeira escolha em crianças e grávidas devido aos riscos associados à exposição a radiação.
O tratamento convencional para a apendicite aguda é a remoção cirúrgica do apêndice. Este procedimento pode ser feito através de uma incisão no abdómen (laparotomia) ou de várias pequenas incisões com a ajuda de câmaras (laparoscopia). A cirurgia diminui o risco de complicações ou morte associados à ruptura do apêndice. Em determinados casos de apendicite sem rutura, os antibióticos podem ser igualmente eficazes. A apendicite é uma das causas mais comuns e significativas de dores abdominais fortes e agudas em todo o mundo. Em 2015 ocorreram em todo o mundo cerca de 11,6 milhões de casos, dos quais 50 100 resultaram em morte. Nos Estados Unidos, a apendicite é a causa mais comum de dor abdominal aguda a necessitar de intervenção cirúrgica. A primeira descrição da doença é atribuída a Reginald Heber Fitz num artigo publicado em 1886.

## Sinais e sintomas

Localização do apêndice no sistema digestivo.

A apresentação de apendicite aguda inclui dores abdominais, náuseas, vómitos e febre. À medida que o apêndice se torna mais inchado e inflamado, começa a irritar a parede abdominal adjacente. Isto leva a que a localização da dor passe para o quadrante inferior direito do abdómen. No entanto, esta migração de dor característica da apendicite pode não ser observada em crianças com menos de três anos. Esta dor é facilmente localizável e pode ser bastante forte. A parede abdominal torna-se bastante sensível à palpação. Verifica-se dor intensa na libertação súbita de pressão profunda no abdómen inferior (sinal de Blumberg). Se o apêndice é retrocecal (situado por trás do ceco), a pressão profunda pode não provocar resposta (apendicite silenciosa). Isto acontece porque o ceco, distendido com gases, protege o apêndice inflamado da pressão. Da mesma forma, no caso do apêndice se situar inteiramente na pelve, geralmente não se verifica rigidez abdominal. Nestes casos, um exame retal digital provoca dor na escavação retovesical. Tossir provoca dor pontual nesta região (ponto de McBurney).

## Etiologia
Até recentemente, julgava-se que as apendicites surgiam após uma obstrução continuada do seu lúmen por uma massa sólida. Hoje, obstruções permanentes são responsáveis apenas por uma minoria dos casos. Por possuir o óstio no ceco, pode entrar e ficar retido um fecálito ou coprólito (pequena pedra de fezes), ou mais raramente um pequeno parasita intestinal, dificultando o seu esvaziamento. Outras causas são cálculos da vesícula biliar, ou aumento de volume dos gânglios linfáticos locais. As bactérias que permaneceram na luz do apêndice produzem gases que ficam retidos na cavidade, causando distensão da parede do apêndice e dor. Este aumento da pressão dentro do lúmen do órgão gera isquemia (déficit de oxigênio). Após várias horas de deficiência de oxigénio, a isquemia transforma-se em necrose (morte das células), que estimula uma maior multiplicação das bactérias. A maioria dos casos deverá ser devido à infecção directa do apêndice aberto ou após breve obstrução.
Na maioria das vezes, a apendicite é uma condição aguda, porém, há casos de apendicite crônica ou recorrente, provocada pela obstrução intermitente do lúmen do apêndice. A apendicite recorrente pode ocorrer, por exemplo, quando há uma hipertrofia da mucosa do apêndice, levando ao acúmulo de secreções no seu interior. Ao contrário do que ocorre na apendicite aguda, na forma crônica ou recorrente, o aumento da pressão dentro do lúmen é suficiente para vencer a obstrução, provocando alívio temporário da inflamação e dos sintomas. Os pacientes que têm apendicite recorrente ou crônica podem apresentar quadros cíclicos de dor abdominal do quadrante inferior direito, que só desaparecem após a retirada cirúrgica do apêndice.

## Diagnóstico
O diagnóstico de apendicite é difícil devido ao grande número de casos que apresentam apenas alguns, ou até nenhum sintoma específico até muito tarde na progressão da doença. As apendicites com poucos sintomas são mais frequentes em idosos ou crianças pequenas. Outro problema é que o apêndice pode ter localizações raras, o que dificulta a atribuição de uma dor num local onde ele não seja comum (como no lado esquerdo). Contudo, a apendicite, se não tratada, é muitas vezes mortal, e mesmo as apendicites atípicas são mais frequentes que qualquer outra causa de ventre agudo, logo são sempre diagnosticadas cerca de 20% de falsas apendicites.
Os sintomas clássicos (que, como foi dito, ocorrem em uma minoria) são:
1. Dor difusa contínua no abdome, junto do umbigo, movendo-se por vezes para o quadrante inferior direito (fossa ilíaca direita) após algumas horas (no ponto de MacBurney). Por vezes é muito moderada em intensidade.
2. Sensibilidade ao toque no ventre, por vezes com alguma defesa dos músculos. (sinal de Blumberg)
3. Náusea e vômito.
4. Febre baixa.¨
5. Falta de apetite

Estes sintomas geralmente se agravam com a progressão da doença.
Análises do sangue poderão mostrar leucocitose (aumento da quantidade de leucócitos). Em casos duvidosos é aconselhável uma tomografia computadorizada (TC) abdominal, que mostrará a parede do apêndice edemaciada (inchada). Entretanto, o uso de TC em mulheres grávidas e em crianças é significativamente limitado, devido a questões envolvendo exposição à radiação.

### Sinais apresentados
- Sinal de Rovsing
- Sinal de Blumberg
- Sinal do psoas
- Sinal do obturador

### Diagnóstico Diferencial
São outras condições que podem dar sintomas que simulem uma apendicite:
1. Salpingite aguda (infecção das tubas uterinas)
2. Doença inflamatória pélvica como a (Adenite mesentérica)
3. ITUs (infecções do sistema excretor (antigo trato ou aparelho urinário)
4. Dismenorreia (menstruação alterada com dores intensas)
5. Isquemia mesentérica (do intestino por acidente vascular ou volvo)
6. Hérnia intestinal
7. Colecistite aguda
8. Enterocolite
9. Gravidez ectópica
10. Diverticulite

### Exames
A maioria dos pacientes com apendicite aguda mostra alteração no hemograma, caracterizada por aumento do número das células de defesa (leucócitos), que variam de 10000 a 20000 células (o normal é de até 10000 células). O exame de urina também pode mostrar alteração, devido ao contato do apêndice inflamado com o ureter e a bexiga.
Quanto aos exames de imagem, os mais utilizados atualmente são a ultrassonografia e a tomografia computadorizada de abdome. Estes exames mostram o espessamento do apêndice e a presença de pus ao seu redor (abscesso). Além disso, estes exames também são úteis para o diagnóstico de outras doenças que causam dor abdominal, e que podem ser confundidas com apendicite, principalmente nas mulheres (cisto de ovário, gravidez tubária). Os estudos atuais mostram que a tomografia computadorizada mostra maior eficácia do que a ultrassonografia para os diagnósticos de apendicite aguda.

## Prevenção
Não há maneira de prevenir apendicite. No entanto, a apendicite é menos comum em pessoas que comem alimentos ricos em fibras, como frutas e vegetais frescos.

## Tratamento

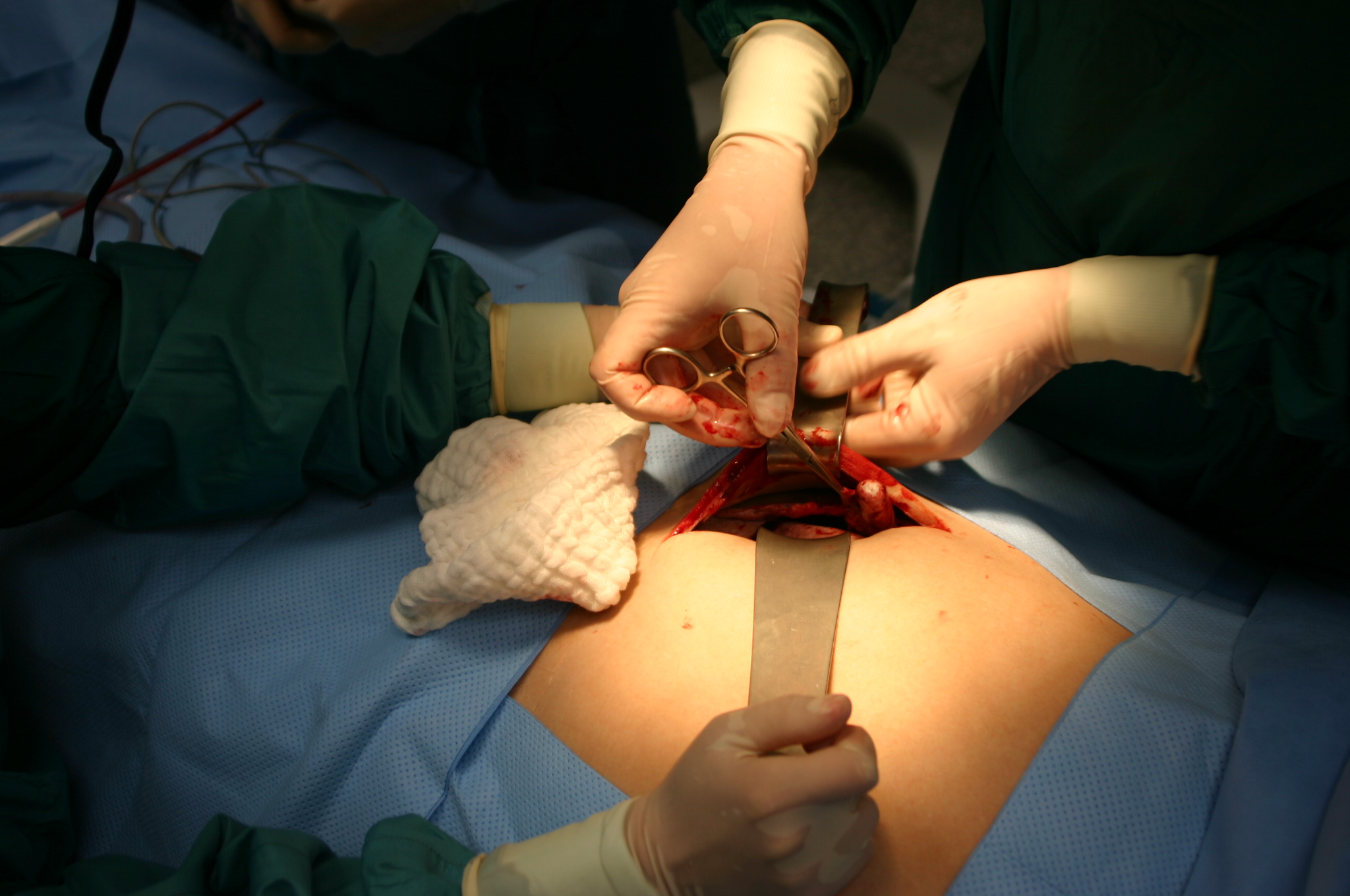
Apendicectomia aberta (não laparoscópica) em curso

O tratamento da apendicite é a remoção cirúrgica do apêndice, podendo ou não ser seguido de antibioticoterapia na dependência do aspecto do apêndice no intraoperatório. Atualmente, o método indicado para a realização da apendicectomia, retirada do apêndice, é através de uma cirurgia laparoscópica, realizada através de 3 pequenas incisões, e com o auxílio de um monitor. Este tipo de cirurgia permite uma recuperação mais rápida, devido ao pequeno tamanho das incisões, além de um melhor efeito estético. Além disso, a cirurgia videolaparoscópica permite a inspeção de toda a cavidade abdominal, excluindo-se assim, outras causas de dor abdominal que não a apendicite. Nos casos em que há um abscesso, há a necessidade de colocação de dreno para o completo esvaziamento do pus da cavidade abdominal.
O tempo de internação varia de 24 a 72 horas em média, dependendo da recuperação do paciente e do grau de contaminação da cavidade abdominal (presença de pus no momento da cirurgia).

### Pós-operatório
O tempo de estadia no hospital pode variar de algumas horas até alguns dias, mas pode ser algumas semanas se houver complicações. O processo de recuperação pode variar dependendo da severidade da condição, se o apêndice tiver sofrido ou não uma ruptura antes da cirurgia. O processo de recuperação pós-operatório é geralmente muito mais rápido se o apêndice não tiver sido rompido. É importante que os pacientes respeitem os conselhos de seus médicos e limitem a atividade física para que os seus tecidos possam se recuperar mais rapidamente. Recuperação após uma apendicectomia pode não requerer mudanças na dieta ou no estilo de vida.
Depois que a cirurgia ocorre, o paciente será transferido para uma unidade de tratamento pós-anestésica para que os sinais vitais dele ou dela possam ser monitorados de perto para detectar uma possível complicação decorrente da cirurgia ou da anestesia. Medicação para dor também pode ser administrada, caso necessário. Após os pacientes estarem completamente acordados, eles são deslocados para o quarto, para se recuperarem. Será oferecido para a maioria dos indivíduos líquidos no dia seguinte a cirurgia para então prosseguir até a dieta cotidiana quando os intestinos voltam a funcionar corretamente. É recomendado que os pacientes sentem na ponta da cama e andem pequenas distâncias, várias vezes ao dia. Mover-se é obrigatório e a medicação para dor pode ser dada se necessário. Completa recuperação de apendicectomias ocorrem após aproximadamente 4 ou 6 semanas, mas pode ser prolongado até 8 semanas se o apêndice tiver sofrido uma ruptura. Atividades esportivas são liberadas após 1 mês e meio a 3 meses do procedimento.

### Anatomia Patológica
O exame do apêndice retirado na cirurgia serve de confirmação do diagnóstico. Há infiltrado inflamatório constituído por neutrófilos, congestão dos vasos, edema e serosa avermelhada. Em casos avançados (denominados apendicites supurativas agudas) há grandes quantidades de pus intraluminais, e áreas de necrose da parede.

## Prognóstico
A maioria dos pacientes recupera facilmente após o tratamento cirúrgico, mas complicações podem ocorrer se o tratamento é adiado ou se ocorrer peritonite. O tempo de recuperação irá depender de fatores como idade, condição, complicações e outras circunstâncias, incluindo a quantidade de álcool consumido, mas geralmente leva de 10 a 28 dias. Para crianças jovens (com aproximadamente 10 anos) a recuperação demora 3 semanas.
A possibilidade de peritonite é algo que pode pôr um risco de morte na condição do paciente. Por isso, a apendicite aguda requer que a avaliação e o tratamento sejam rápidos. O paciente pode ter que passar por uma avaliação médica. Apendicectomias tem sido às vezes realizadas em condições de emergência (i.e. Fora de um hospital), quando uma avaliação médica precisa em tempo ágil era impossível.
A típica apendicite aguda responde rapidamente a cirurgia e ocasionalmente se resolverá espontaneamente. Se a apendicite se resolve espontaneamente, permanece como controverso se após um certo intervalo uma cirurgia de apendicectomia deve ser realizada para evitar um episódio recorrente de apendicite. A apendicite atípica é mais difícil de se diagnosticar e é mais apta a se tornar complicada mesmo quando operada no início. Em qualquer caso, o diagnóstico rápido de uma apendicite e a cirurgia concede os melhores resultados e completa recuperação após 2 ou 4 semanas. Mortalidade e complicações severas não são comuns mas podem ocorrer. Especialmente se a peritonite persiste e não é tratada. Uma complicação incomum de uma apendicite é a “apendicite no toco”: inflamação ocorre no toco remanescente de apêndice deixado após uma cirurgia incompleta realizada previamente.